# Ted Kotcheff
William Theodore Kotcheff, dit Ted Kotcheff, né le 7 avril 1931 à Toronto (Canada) et mort le 10 avril 2025 à Nuevo Nayarit (en) (Mexique), est un réalisateur, producteur, acteur et scénariste canadien d'origine bulgare.

## Biographie

### Jeunesse et débuts
Fils d’immigrants bulgares, Kotcheff grandit à Toronto et étudie à l’université de Toronto. Il commence sa carrière à la télévision canadienne au début des années 1950, réalisant des téléfilms et des productions dramatiques pour la CBC.

### Carrière cinématographique
En 1962, il réalise son premier long métrage, Tiara Tahiti avec James Mason et John Mills. En 1971, il se fait remarquer avec le drame australien Réveil dans la terreur, présenté au Festival de Cannes et aujourd'hui considéré comme un classique du cinéma australien.
En 1974, Kotcheff signe The Apprenticeship of Duddy Kravitz, adapté du roman de Mordecai Richler. Le film remporte l’Ours d'or au Festival de Berlin et obtient quatre nominations aux Oscars.
Il enchaîne avec le drame sportif Les Taureaux de Dallas en 1979, une critique du milieu du football américain, puis atteint un succès mondial avec Rambo en 1982, premier volet de la franchise Rambo, interprété par Sylvester Stallone.
Dans un registre plus léger, il réalise la comédie noire Weekend at Bernie's en 1989, devenue culte au fil des années.

### Télévision
En parallèle au cinéma, Kotcheff travaille pour la télévision américaine. Il est producteur exécutif et réalisateur de plusieurs épisodes de la série New York, unité spéciale de 2000 à 2012.

### Style et thèmes
La filmographie de Kotcheff se caractérise par une grande variété de genres. Ses films abordent souvent des questions sociales, culturelles et politiques, tout en restant accessibles au grand public.

## Filmographie

### Comme réalisateur

#### Cinéma
- 1962 : La Belle des îles (Tiara Tahiti)
- 1965 : Les Chemins de la puissance (Life at the Top)
- 1969 : Deux Gentlemen (Two Gentlemen Sharing)
- 1971 : Réveil dans la terreur (Wake in fright ou Outback)
- 1974 : Un colt pour une corde (Billy Two Hats)
- 1974 : L'Apprentissage de Duddy Kravitz (The Apprenticeship of Duddy Kravitz)
- 1977 : Touche pas à mon gazon (Fun with Dick and Jane)
- 1978 : La Grande Cuisine (Who Is Killing the Great Chefs of Europe?)
- 1979 : Les Taureaux de Dallas (North Dallas Forty) (également scénariste)
- 1982 : Rambo (First Blood)
- 1982 : Split Image
- 1983 : Retour vers l'enfer (Uncommon Valor)
- 1985 : Joshua Then and Now
- 1988 : Scoop (Switching Channels)
- 1989 : L'Étranger du froid (Winter People)
- 1989 : Week-end chez Bernie (Weekend at Bernie's)
- 1992 : Folks!
- 1995 : The Shooter

#### Télévision
- 1961 : I'll Have You to Remember
- 1964 : The Close Prisoner
- 1965 : Land of My Dreams
- 1965 : The Big Eat
- 1966 : Dare I Weep, Dare I Mourn
- 1966 : The Human Voice, adaptation en anglais de la pièce La voix humaine de Jean Cocteau[6].
- 1968 : Of Mice and Men
- 1973 : Rx for the Defense
- 1993 : What Are Families for?
- 1994 : La Course à l'amour (Love on the Run)
- 1995 : Tel père... tel flic ! (Family of Cops)
- 1996 : Une autre façon d'aimer (A Husband, a Wife and a Lover)
- 1997 : Deux Cœurs à louer (Borrowed Hearts)
- 1998 : Buddy Faro (Buddy Faro) (série télévisée)
- 1999 : Crime in Connecticut: The Story of Alex Kelly

### Comme producteur
- 1982 : Split Image
- 1983 : Retour vers l'enfer (Uncommon Valor)
- 2003 : Le Mystificateur (Shattered Glass) : Marty Peretz
- 2003 : New York, unité spéciale ("Law & Order: Special Victims Unit" (producteur co-exécutif))

### Comme acteur
- 1989 : Week-end chez Bernie : Jack Parker, le père de Richard
- 2003 : Le Mystificateur (Shattered Glass) : Marty Peretz
- 2010 : Le Monde de Barney

## Récompenses et nominations

### Récompenses
- Ours d'or de la Berlinale 1974 pour L'Apprentissage de Duddy Kravitz.
- Prix honoraire au Festival international du film d'Oldenbourg en 2011.

### Nominations
- Sélection officielle pour la Palme d'or au Festival de Cannes 1971 pour Réveil dans la terreur.
- Sélection officielle pour la palme d'or au Festival de Cannes 1985 pour Joshua Then and Now.
- Nommé au Prix Génie du meilleur réalisateur lors de la 7e cérémonie des Prix Génie pour Joshua Then and Now.
- Sélection pour le prix de la critique au Festival du cinéma américain de Deauville 1989 pour Week-end chez Bernie.